# HMS Royal Sovereign (1701)
Pour les autres navires du même nom, voir HMS Royal Sovereign.
Le HMS Royal Sovereign est un vaisseau de ligne de 1er rang de 100 canons lancé en 1701 et en service dans la Royal Navy jusqu'en 1768.
Il est le navire amiral de George Rooke lors de la guerre de Succession d'Espagne.